# Paolo Quinteros
Paolo Alfredo Quinteros (ur. 15 stycznia 1979 w Colón) – argentyński koszykarz, występujący na pozycjach rozgrywającego lub rzucającego obrońcy, posiadający także włoskie obywatelstwo, reprezentant Argentyny, brązowy medalista olimpijski, obecnie zawodnik Regatas Corrientes.

## Osiągnięcia
Stan na 11 listopada 2019, na podstawie, o ile nie zaznaczono inaczej.

### Klubowe
- Mistrz:
  - Ligi Ameryki Południowej FIBA (2001, 2012)
  - klubowych mistrzostw Ameryki Południowej (2004, 2005, 2006)
  - Argentyny (2001, 2004, 2013)
  - II ligi hiszpańskiej LEB Oro (2008, 2010)
  - turnieju:
    - Super 8 (2012)
    - Torneo Top 4 (2002, 2004)
    - Argentine League Triples Tournament (2002, 2006)
- Zdobywca pucharu:
  - Argentyny (2004, 2005, 2006)
  - II ligi hiszpańskiej (2007)
- Finalista superpucharu Hiszpanii (2008)

### Indywidualne
- MVP:
  - ligi:
    - Ameryki Południowej FIBA (2012)
    - argentyńskiej (2013)
    - urugwajskiej (2003)

  - klubowych mistrzostw Ameryki Południowej (2004)
  - finałów ligi argentyńskiej (2013)
  - meczu gwiazd ligi argentyńskiej (2005, 2012)
  - pucharu II ligi hiszpańskiej (2007)
  - turnieju Super 8 (2012)
- Najlepszy zawodnik krajowy ligi argentyńskiej (2013)
- Zaliczony do I składu ligi argentyńskiej (2005, 2006, 2013, 2014)
- Lider strzelców:
  - ligi argentyńskiej (2005)
  - turnieju Super 8 (2012)

### Kadra
- Mistrz:
  - Ameryki (2011)
  - Ameryki Południowej (2008)
  - turnieju FIBA Diamond Ball (2008)
- Wicemistrz:
  - FIBA Mini World Cup (2005)
  - Ameryki (2005, 2007)
  - Ameryki Południowej (2003)
  - Kontynentalnego Pucharu Marchanda (2007)
- Brązowy medalista:
  - igrzysk olimpijskich (2008)
  - mistrzostw:
    - Ameryki (2009)
    - Ameryki Południowej (2006)

  - amerykańskich kwalifikacji do mistrzostw świata (2017)
- Uczestnik:
  - mistrzostw świata (2010 – 5. miejsce)
  - Kontynentalnego Pucharu Marchanda (2007, 2009 – 4. miejsce)